# TIROS-2
Pour les articles homonymes, voir Tiros (homonymie).

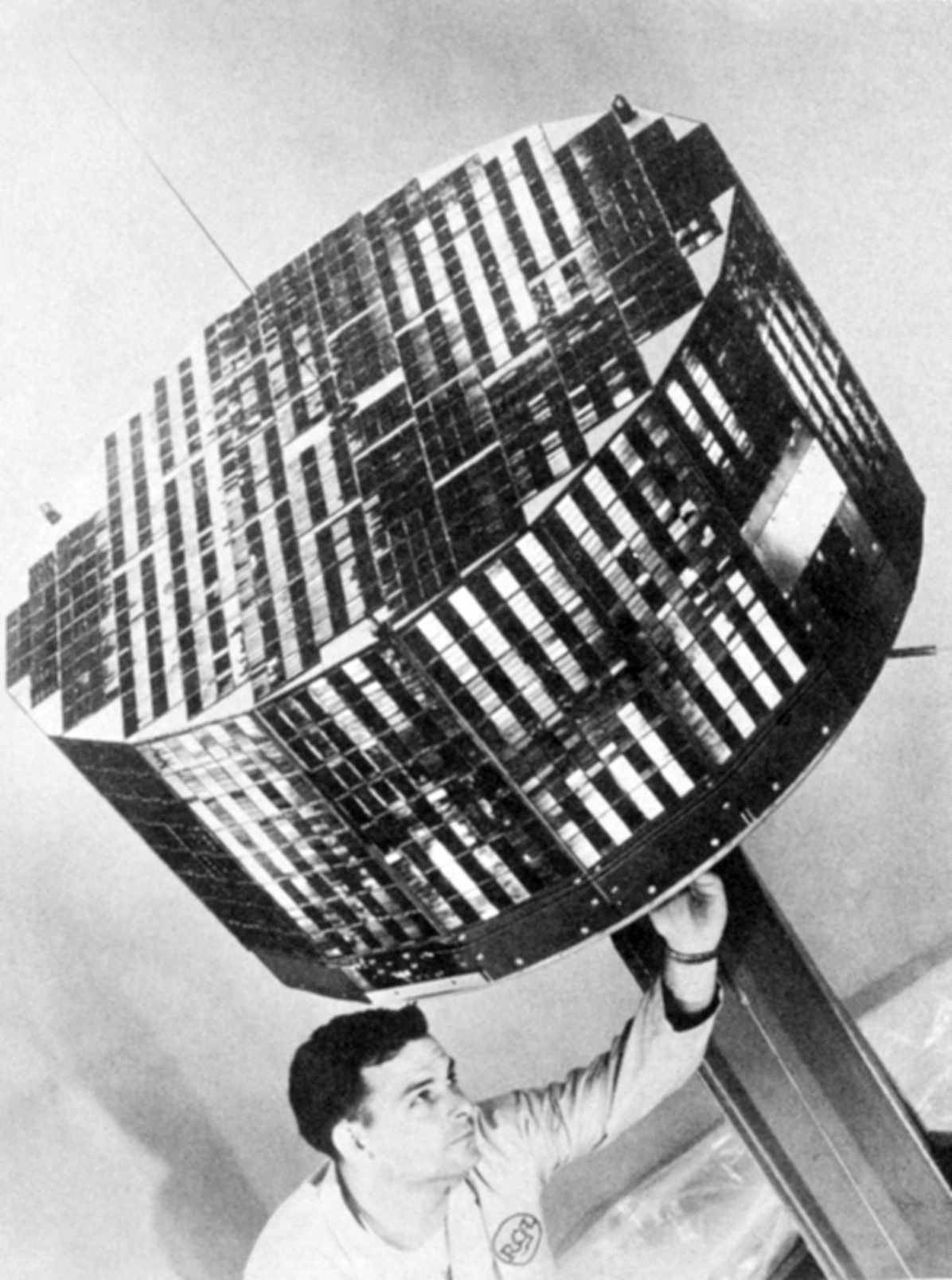
Le satellite TIROS-2.

TIROS-2 est un satellite météorologique américain; c'est le deuxième de la série des Television Infrared Observation Satellite. Il a été lancé  le 23 novembre 1960, et est retombé dans l'atmosphère en mai 2014,. C'est le premier satellite a disposer de capteurs infra-rouges en plus de caméras classiques.

## Description
Le satellite TIROS-2 a un diamètre de 107 cm pour une hauteur de 56 cm. D'une masse de 127 kg, il est maintenu en rotation par 5 paires de propulseurs à une vitesse de 8 à 12 tours par minute. Il est équipé de deux systèmes indépendants de caméras, un en basse définition et l'autre en haute résolution, destinés à prendre des images de la couverture nuageuse. Chaque système dispose d'un enregistreur magnétique permettant de stocker les images quand le satellite est hors de portée des stations terrestres.

## Lancement
TIROS-2 a été lancé le 23 novembre 1960 à 11:13:03 UTC, par une fusée Thor-Delta depuis Cape Canaveral en Floride. Il a fonctionné normalement jusqu'au 22 janvier 1962. Il effectuait une orbite autour de la terre en 98 minutes, avec une inclinaison de 48.5°. Son périgée était de 609 km et son apogée de 742 km.

## Galerie

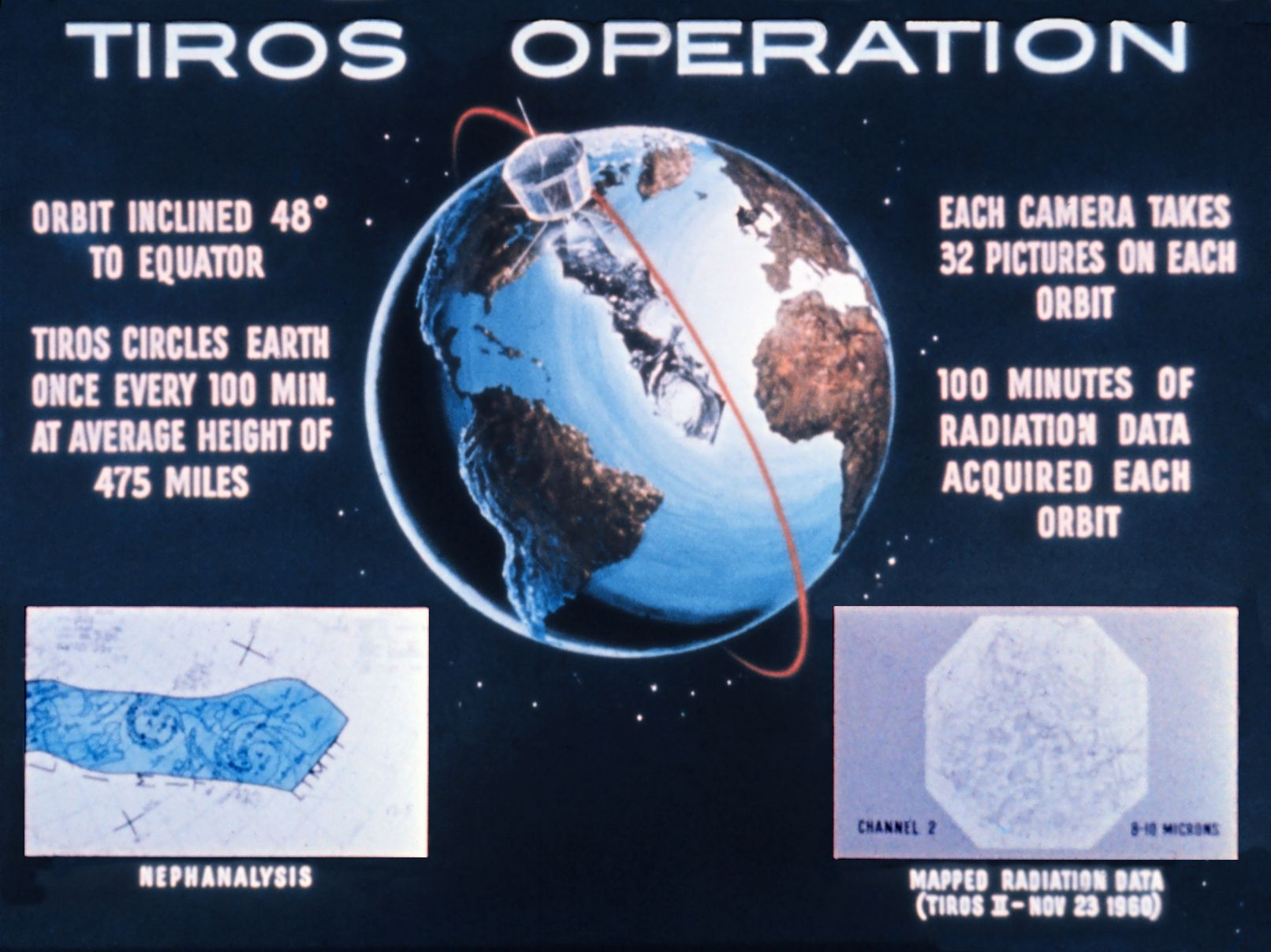
Graphique de l'orbite de TIROS-2.
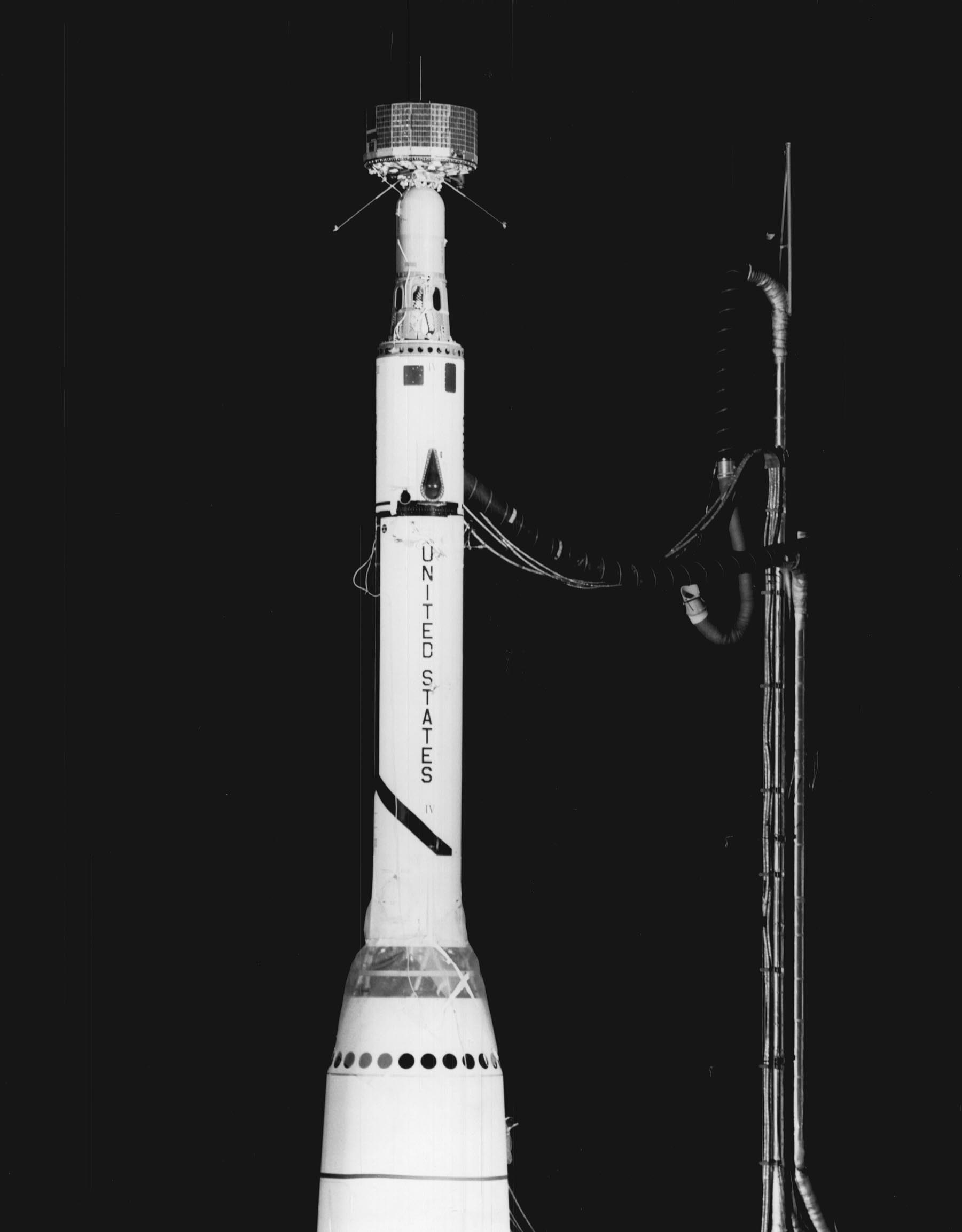
TIROS-2 sur son lanceur Delta
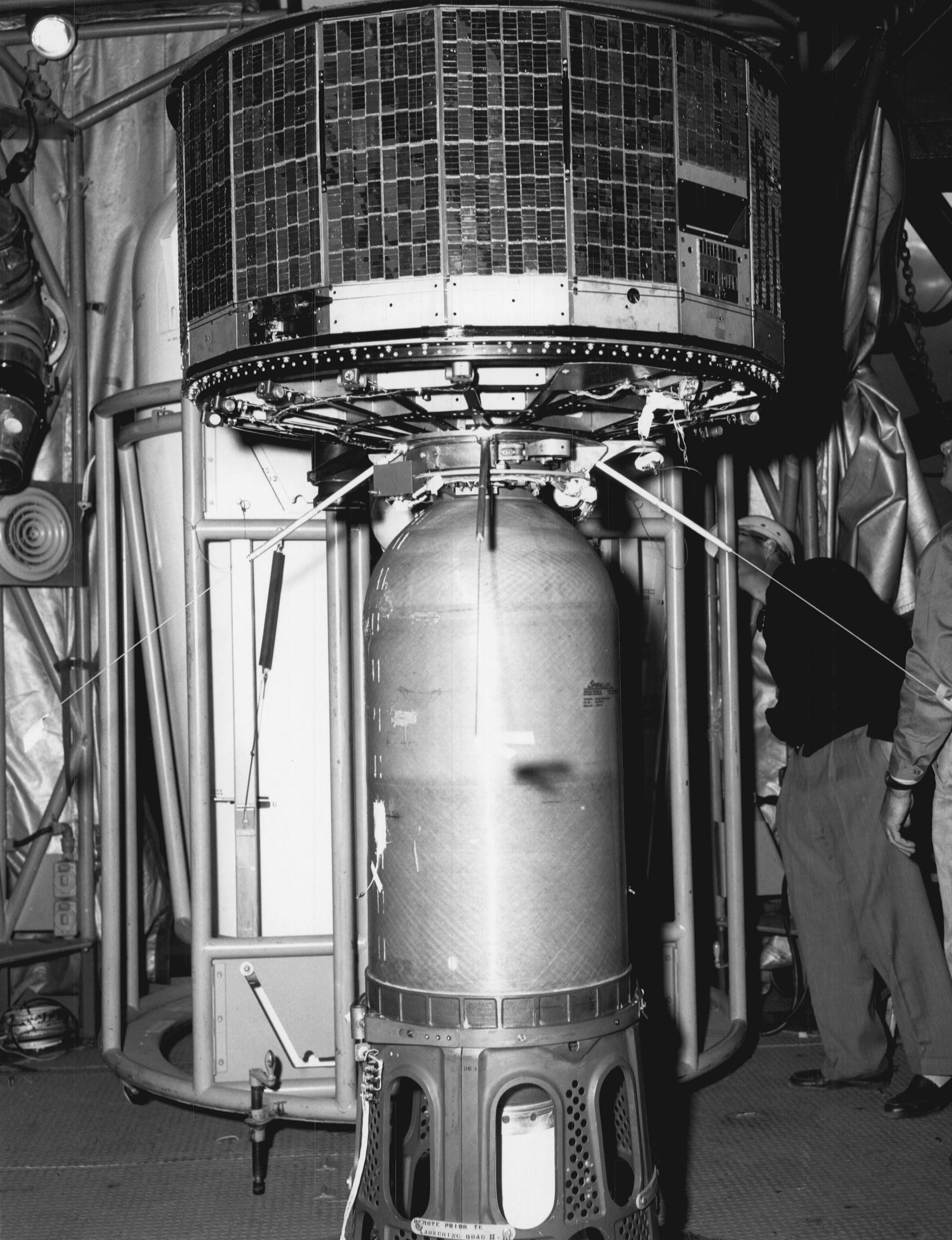
TIROS-2 sur son lanceur
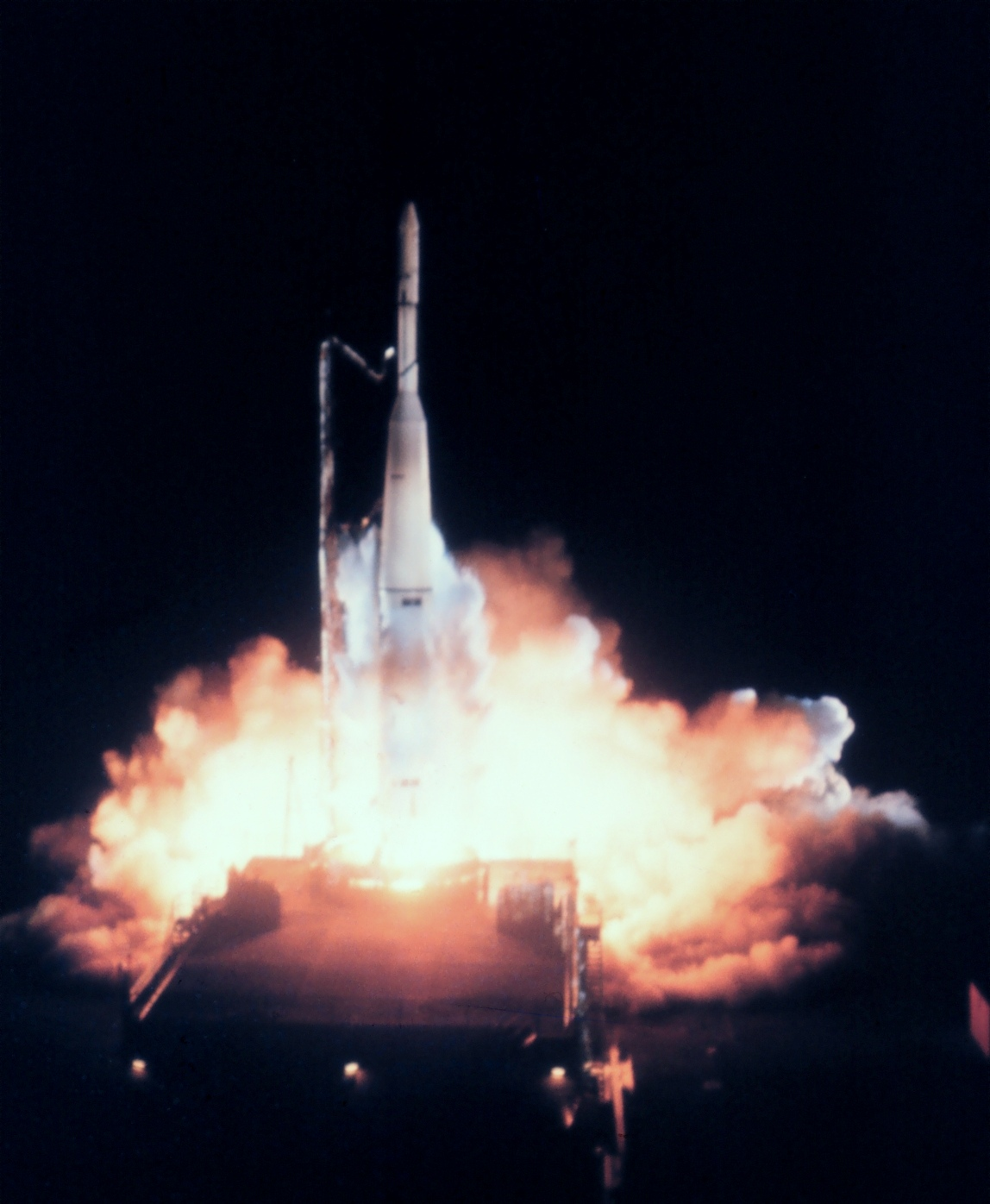
Lancement de TIROS-2 le 23 novembre 1960
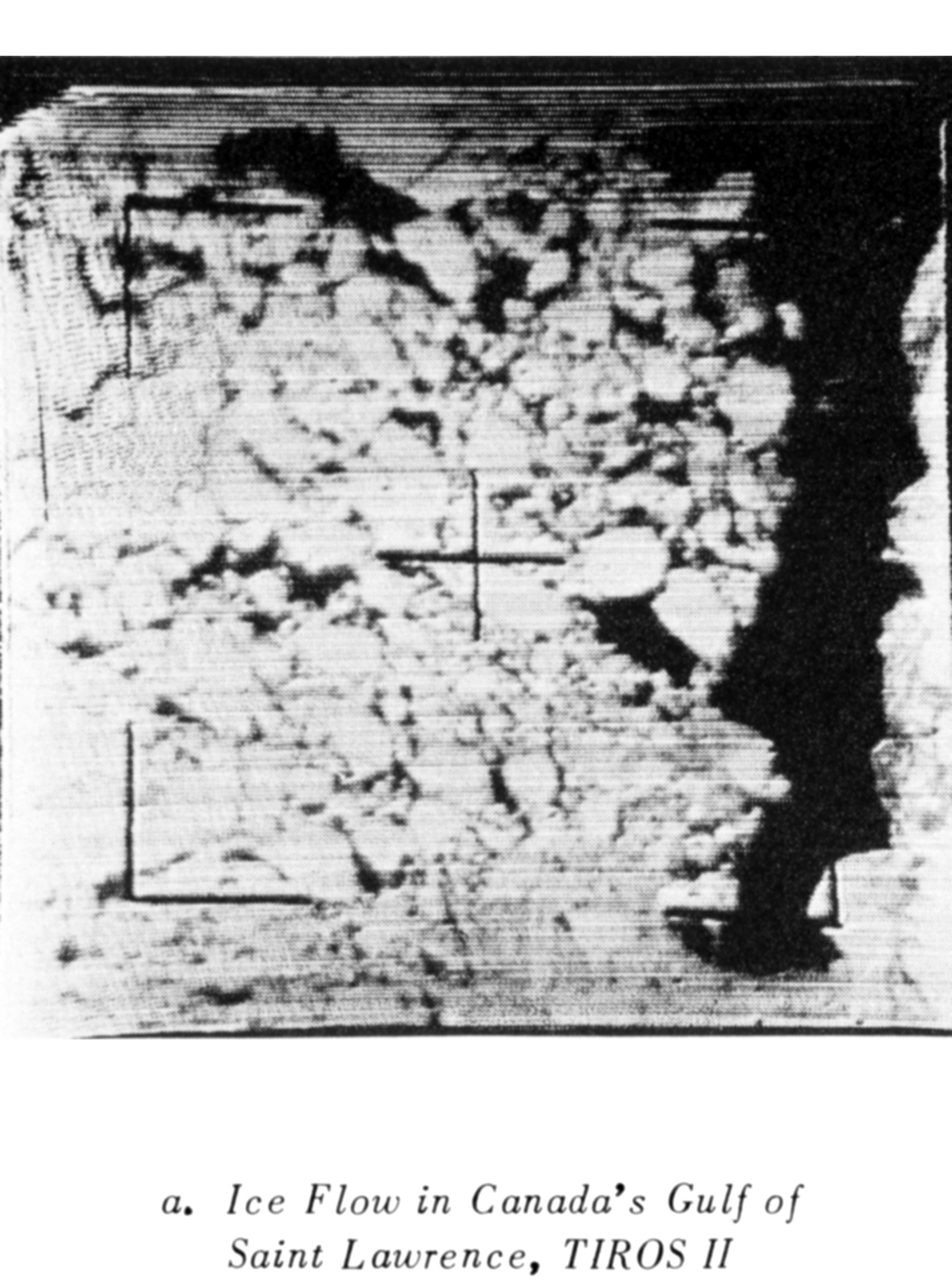
Glace flottante dans le Golfe du Saint-Laurent vus par TIROS-2 en mars 1961
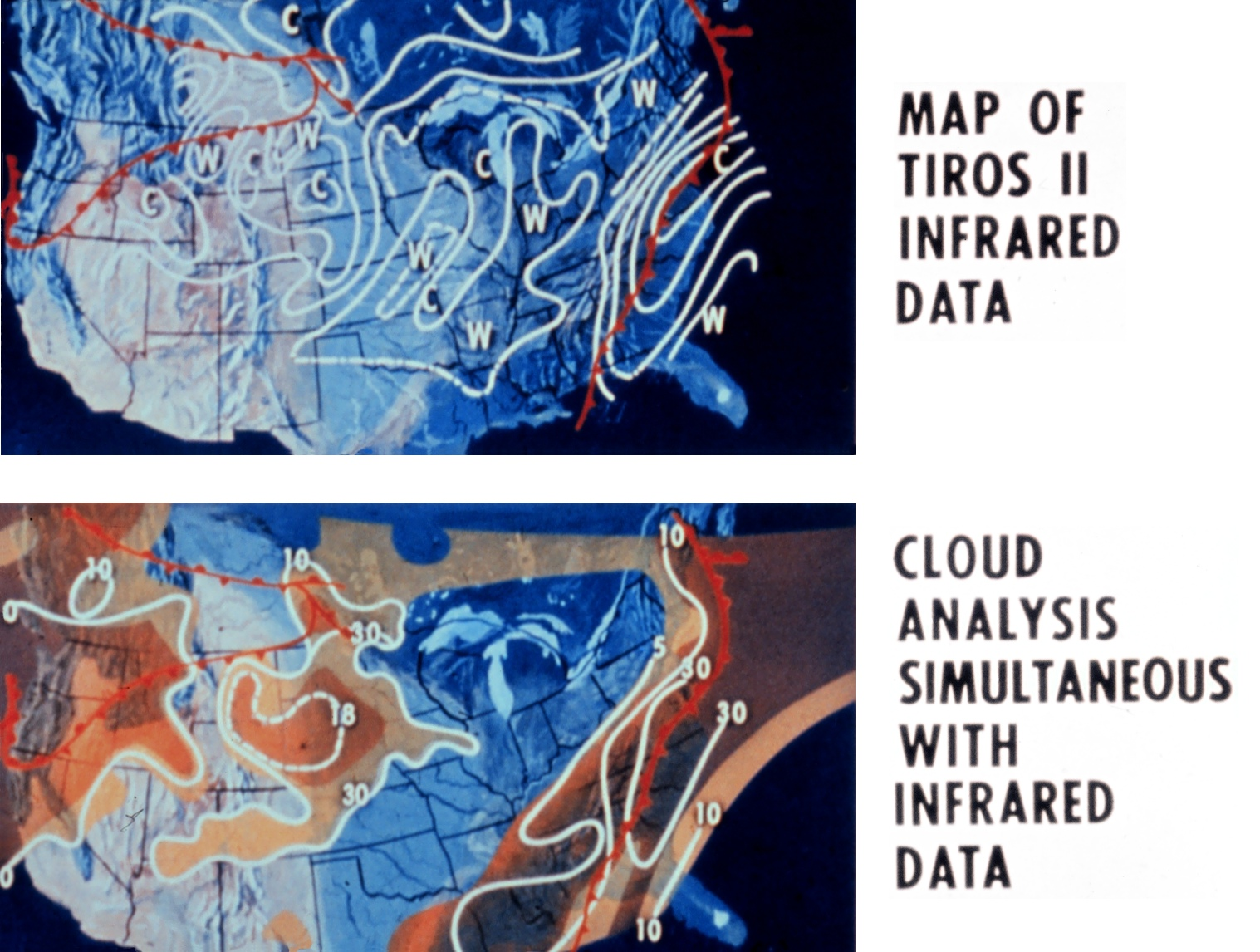
Image infrarouge